# Koenzim A
Koenzim A (skraćeno: CoA, CoASH, HSCoA) je jedna od temeljnih molekula u metabolizmu. Ovaj koenzim nastaje sintezom ATP, pantotenske kiseline i cisteamina i ulazi u ključne metaboličke puteve, kao oksidacija masnih kiselina (β-oksidacija) i Krebsov ciklus. Oko 4% svih enzimskih reakcija koristi ovu molekulu kao koenzim. Njegova je uloga prijenos acilnih skupina u obliku visokoenergetskih tioestera. U većini slučajeva koenzim A prenosi acetilnu skupinu i tada se naziva acetil koenzim A (Acetil-CoA). Slobodan koenzim A, koji ne prenosi nikakvu acilnu skupinu označava se s CoASH, kako bi se ukazalo na činjenicu da je -SH skupina slobodna za daljnje reakcije.
Koenzim A je 1951. prvi izolirao njemački biokemičar Feodor Lynen iz stanica kvasca, koji je kasnije dobio Nobelovu nagradu. Detaljnu su strukturu molekule dvije godine kasnije objasnili britanski znanstvenik James Baddiley iz Instituta Lister za preventivnu medicinu i američki znanstvenik njemačkog podrijetla Fritz Albert Lipmann iz sveučilišta Harvard.

## Struktura
Koenzim A je sastavljen od nekoliko različitih elemenata: jednog nukleotida, 3'-fosfoadenozina ; jednog vitamina, pantotenske kiseline ili vitamina B5 i cisteamina. Na slici niže prikazana je detaljna struktura koenzima A:

1. 3'-fosfoadenozin

2. pirofosfat 

3. pantoička kiselina 

4. β-alanin (3 + 4 = pantotenska kiselina) 

5. cisteamin

Reaktivni dio molekule je tiolna skupina (-SH) na cisteaminu. Upravo se zato slobodni koenzim A označava kraticama CoASH ili HSCoA.

## Biosinteza
Sinteza koenzima A u organizmima odvija se u pet prijelaza:
1. Enzim pantotenat kinaza (PanK; CoaA; CoaX) započinje fosforilaciju pantotenske kiseline (vitamina B5) u 4'-fosfopantotenat.
2. Sljedeći enzim fosfopantotenoilcistein sintetaza (PPC-DC; CoaB) dodaje jednu molekulu cisteina i kao produkt formira se 4'-fosfo-N-pantotenoilcistein (PPC).
3. 4'-fosfo-N-pantotenoilcistein dekarboksilacijom prelazi u 4'-fosfopantetein. Ova je reakcija katalizirana od strane enzima fosfopantothenoilcistein dekarboksilaze (CoaC).
4. Enzim fosfopantetein adenilil transferaza (CoaD) dodaje jednu adenilnu skupinu i formira defosforilirani koenzim A (defosfo-CoA).
5. U posljednjoj reakciji dolazi do fosforilacije defosfo-CoA u koenzim A od strane enzima defosfokoenzim-A kinaze (CoaE). Izvor fosfatnih skupina kod ove reakcije je ATP.

## Uloga u metabolizmu
Koenzim a je po svojoj kemijskoj prirodi tiol, stoga može reagirati s karboksilnim kiselinama i formirati tioestere. To ga čini idealnom molekulom za prijenos karboksilnih skupina.
Najvažnije reakcije u kojima sudjeluje koenzim A:
- Oksidativna dekarboksilacija piruvata (prva faza proizvodnje energije u mitohondriju):

Piruvat + CoA-SH + NAD+ --- enzimski sustav piruvat dehidrogenaze---> Acetil-CoA + CO2 + NADH

- Oksidativna dekarboksilacija α-ketoglutarata (4. stupanj Krebsovog ciklusa):

α-Ketoglutarat + CoA-SH + NAD+ --- enzimski sustav α-ketoglutarat dehidrogenaze ---> Sukcinil-CoA + CO2+ NADH

- Aktivacija masnih kiselina:

Masna kiselina + ATP --- acil-CoA sintetaza ---> acil adenilat + pirofosfat

acil adenilat + CoA-SH --- acil-CoA sintetaza ---> Acil-CoA + AMP

- Sinteza acetil-CoA od oksidacije masnih kiselina (4. stupanj Beta oksidacije):

β-ketoacil-CoA + CoA-SH --- acil-CoA acetil transferaza (ili tiolaza) ---> Acil-CoA + Acetil-CoA

- Katabolizam acetata (iz etilnog alkohola) u hepatocitima:

Acetat + ATP + CoA-SH --- acetat tiokinaza ---> Acetil-CoA + AMP + 2P